# Francisco de São Agostinho Macedo
Pour les articles homonymes, voir Macedo.
Francisco de São Agostinho Macedo (1596, Coïmbre - 1681, Padoue) est un théologien et écrivain portugais de renom du XVIIe siècle.

## Biographie
En 1610, il entre chez les jésuites, y fait ses études. Comme professeur de rhétorique, il eut tant de succès qu'en 1628, le roi Philippe IV (alors souverain de l'Espagne et du Portugal réunis) l'appela au Collège impérial de Madrid, en remplacement du jésuite français Denis Pétau.
En 1636, il est de retour au Portugal, et ses sentiments patriotiques le poussent à des imprudences dans la chaire de vérité: incarcéré dans un couvent, il s'enfuit, et à partir de 1638, il quitte la Compagnie de Jésus pour rejoindre les Augustins Déchaux. Homme de son temps, la révolution de Portugal de 1640 ayant éclaté, il s'engage en politique, soutient les droits du duc de Bragance et fut chargé par ce prince de missions politiques importantes, notamment auprès du gouvernement français.
De retour au Portugal, il entre chez les franciscains, y accomplit un nouveau noviciat et prend le nom de Francisco de São Agostinho. Il continue après de nombreux services pour la couronne portugaise, en France et Angleterre. La correcte interprétation d'Augustin lui tenant à cœur, tout au long des années 1640, il participa aux querelles autour du jansénisme (Lucien Ceyssens signale qu'il est difficile de voir en faveur de qui il prend position) et publie même un Cortina D. Augustini de prædestinatione et gratia, adytis in centum Oracula reclusis, D. Gregorii Magni et D. Bernardis responsis confirmata (Paris, 1648).
À partir de 1654, il déploiera alors son activité en Italie, dans les cercles éclairés de Rome, Padoue et Venise. Il est professeur de théologie et d’histoire ecclésiastique à Rome. Il meurt à un âge bien avancé alors qu'il est professeur de philosophie à l’université de Padoue. Pierre Bayle parle de lui comme d'un "chevalier errant toujours prêt à rompre une lance" ou comme d'un véritable "bretteur".

## Œuvres
Macedo composa un nombre prodigieux d’ouvrages dont il a dressé lui-même le catalogue : 2,600 poèmes épiques, 500 élégies, 3,000 épigrammes, 912 épîtres, des tragédies, des comédies, des odes, des panégyriques, des satires, des oraisons funèbres, des épitaphes, sans compter ses écrits sur la théologie, sur le droit, l’histoire et autres matières. Il publie l'ensemble de ses ouvrages sous le nom de Francisco de São Agostinho.
Dans son ouvrage intitulé Schema congregationis S. officii romani (Padoue, 1676), Macedo y défend l’institution de l'inquisition, dont il fait remonter l’origine à Dieu même. Dieu, dit-il, exerça la fonction d’inquisiteur dans le paradis terrestre. Saint Pierre procéda en la même qualité contre Ananie et Saphire, et la transmit aux papes, qui en investirent saint Dominique et ses successeurs.
Parmi ses ouvrages, nous citerons : Propugnaculum lusitano-gallicum (Paris, 1647, in-fol.); Encyclopædia in agonem litterarum producta (Rome, 1657, in-fol.) ; Assertor romanus (Rome, 1606, in-fol.) ; Myrothecium morale (Padoue, 1675, in-4°). Ses Collationes doctrinæ S. Thomæ et Scoti (Padoue, 1671-1673) sont un très utile cours de philosophie comparant les doctrines des scolastiques anciens et modernes.